# 朝鮮八道

朝鮮八道示意圖

朝鲜八道示意图

朝鲜八道这一称呼源自朝鲜太宗十三年（1413年）将朝鲜全境划分成八个道作为一级行政区。八道的名称随着道府迁移而变更，最终定名为京畿、江原、慶尚、忠清、全羅、平安、咸镜、黄海。虽然自朝鲜高宗三十三年（1896年）推行十三道制以来，朝鲜全境的一级行政区数量早已超过八个，也不再只有道一种类型，但朝鲜八道这一称呼在韩国社会当中仍然常见，通常在强调朝鲜半岛整体的时候使用。

## 名称由来
| 八道   | 名称由来     | 地方 | 位置 | 首部监营所在地        | 方言                          |
| ------ | ------------ | ---- | ---- | --------------------- | ----------------------------- |
| 京畿道 | 京城周边称畿 | 畿甸 |      | 汉城（敦义门外）      | 京畿方言                      |
| 忠清道 | 忠州＋清州   | 湖西 |      | 忠州（至1602年）→公州 | 忠清方言                      |
| 慶尚道 | 慶州＋尚州   | 岭南 |      | 尚州（至1601年）→大邱 | 庆尚方言                      |
| 全羅道 | 全州＋羅州   | 湖南 |      | 全州                  | 全罗方言（济州岛为济州方言）  |
| 江原道 | 江陵＋原州   | 关东 |      | 原州                  | 岭东：岭东方言 岭西：京畿方言 |
| 平安道 | 平壤＋安州   | 关西 |      | 平壤                  | 平安方言                      |
| 黄海道 | 黄州＋海州   | 海西 |      | 海州                  | 黄海方言                      |
| 咸鏡道 | 咸興＋鏡城   | 关北 |      | 咸兴（至1600年）→永兴 | 咸镜方言                      |

## 下辖区划
直到朝鮮王朝末年，八道的下辖区划如下：
- 江原道（首府：江陵）
  - 大都護府：江陵
  - 牧：原州
  - 都護府：淮陽、襄陽、春川、鐵原、三陟、寧越、伊川
  - 郡：平海、通川、旌善、高城、桿城、平昌
  - 縣（令）：金城、蔚珍、歙谷
  - 縣（監）：平康、金化、狼川、洪川、楊口、麟蹄、橫城、安峽
  - 驛道：平陵道、祥雲道、保安道、銀溪道。

- 京畿道（首府：廣州）
  - 府：廣州
  - 牧：驪州、坡州、楊州
  - 都護府：富平、南陽、利川、仁川、長湍、通津、喬洞、竹山、水原
  - 郡：楊根、安山、朔寧、安城、麻田、高陽、金蒲、交河、加平、永平
  - 縣（令）：龍仁、振威、陽川、始興、衿川
  - 縣（監）：砥平、抱川、積城、果川、漣川、陰竹、陽城、陽智
  - 驛道：重林道、慶安道、桃源道、迎曙道、良才道、平丘道
  - 渡（津）：碧瀾、漢江、臨津、路梁、洛河、三田、楊花

- 慶尚道（首府：慶州）
  - 府：慶州
  - 大都護府：安東、昌原；
  - 牧：尚州、晉州、星州
  - 都護府：大邱、金海、寧海、密陽、善山、青松、蔚山、東萊、巨濟、居昌、河東、仁同、順興、漆谷
  - 郡：陝川、草溪、淸道、永川、醴泉、榮川、興海、梁山、咸安、金山、豊基、昆陽、咸陽
  - 縣（令）：盈德、慶山、固城、義城、南海
  - 縣（監）：開寧、三嘉、宜寧、河陽、龍宮、奉化、淸河、彦陽、漆原、鎭海、眞寶、聞慶、咸昌、知禮、安義、高靈、玄風、山陰、丹城、軍威、比安、義興、新寧、禮安、延日、長鬐、靈山、昌寧、泗川、機張、熊川、慈仁、英陽
  - 驛道：松羅道、昌樂道、自如道、沙斤道、召村道、黃山道、金泉道、省峴道、幽谷道、安奇道、長水道
  - 設有左右兵营及左右水营

- 全羅道（首府：全州）
  - 府：全州；
  - 牧：羅州、濟州、光州、綾州
  - 都護府：南原、長興、順天、潭陽、礪山、長城、茂州
  - 郡：寶城、益山、古阜、靈巖、靈光、珍島、樂安、淳昌、錦山、珍山、金提、大靜、珍原
  - 縣（令）：昌平、龍潭、臨陂、萬頃、金溝
  - 縣（監）：光陽、龍安、咸悅、扶安、咸平、康津、玉果、高山、泰仁、沃溝、南平、興德、井邑、高敞、茂長、務安、求禮、谷城、雲峰、任實、長水、鎭安、同福、和順、興陽、海南
  - 驛道：景陽道、碧沙道、濟原道、獒樹道、青巖道、三禮道
  - 设有兵营及左右水营

- 忠清道（首府：公州）
  - 牧：忠州、清州、公州、洪州
  - 都護府：清風
  - 郡：林川、丹陽、泰安、韓山、舒川、沔川、天安、瑞山、槐山、沃川、溫陽、大興、報恩、德山
  - 縣（令）：文義
  - 縣（監）：鴻山、堤川、平澤、稷山、懷仁、定山、青陽、延豊、陰城、淸安、恩津、懷德、鎭岑、連山、尼城、扶餘、石城、庇仁、藍浦、鎭川、結城、保寧、海美、唐津、新昌、禮山、木川、全義、燕岐、永春、黃澗、青山、牙山
  - 驛道：利仁道、金井道、栗峯道、連原道、成歡道。
  - 设有兵營及水營

- 平安道（首府：平壤）
  - 府：平壤、義州
  - 大都護府：寧邊
  - 牧：安州、定州
  - 都護府：江界、昌城、成川、朔州、肅川、龜城、中和、慈山、宣川、鐵山、龍川、楚山、三和、咸從
  - 郡：祥原、德川、价川、嘉山、郭山、順川、熙川、碧潼、雲山、博川、渭原、寧遠
  - 縣（令）：龍岡、永柔、甑山、三登、順安、江西
  - 縣（監）：陽德、孟山、泰川、江東、殷山
  - 驛道：大同道、魚川道

- 咸鏡道（永安道）（首府：咸興）
  - 府：咸興
  - 大都護府：永興
  - 牧：吉州
  - 都護府：安邊、鏡城、慶源、會寧、鍾城、穩城、慶興、富寧、北青、德源、定平、甲山、三水、端川、明川、茂山、長津、厚州
  - 郡：文川、高原
  - 縣（監）：洪原、利原
  - 驛道：高山道、居山道、輸城道

- 黄海道（首府：海州）
  - 牧：黄州、海州
  - 都護府：延安、平山、瑞興、豊川、谷山、瓮津
  - 郡：鳳山、安岳、載寧、遂安、白川、信川、金川
  - 縣（令）：新溪、文化
  - 縣（監）：長連、松禾、康翎、恩栗、兎山、長淵
  - 驛道：麒麟道、金交道、青丹道

道下设州、府、郡、县。 其中，庆尚、全罗、忠清、黄海、京畿五道再分左右两道。宁安道（咸镜道）分南北两道。平安道分东西两道。江原道分岭东、岭西两部。

## 现行区划对照
朝鲜八道与现行兩韓行政区划的对应情况列表如下。
| 八道   | 十三道   | 現在                                                                   |
| ------ | -------- | ---------------------------------------------------------------------- |
| 京畿道 | 京畿道   | - 首爾特別市 - 仁川廣域市 - 京畿道 - 開城市 - 黄海北道長豐郡           |
| 忠清道 | 忠清北道 | 忠清北道                                                               |
| 忠清道 | 忠清南道 | - 大田廣域市 - 世宗特別自治市 - 忠清南道                               |
| 慶尚道 | 慶尚北道 | - 大邱廣域市 - 慶尚北道（除蔚珍郡）                                    |
| 慶尚道 | 慶尚南道 | - 釜山廣域市 - 蔚山廣域市 - 慶尚南道                                   |
| 全羅道 | 全羅北道 | 全北特別自治道                                                         |
| 全羅道 | 全羅南道 | - 光州廣域市 - 全羅南道 - 濟州特別自治道                               |
| 黄海道 | 黄海道   | - 黄海北道（除長豐郡、祥原郡、中和郡） - 黄海南道 - 西海五岛（有爭議） |
| 平安道 | 平安北道 | - 平安北道 - 慈江道（除狼林郡外全部） - 兩江道金亨稷郡                 |
| 平安道 | 平安南道 | - 平壤直轄市 - 南浦特別市 - 平安南道 - 黃海北道 - 祥原郡 - 中和郡      |
| 江原道 | 江原道   | - 江原特別自治道 - 慶尚北道蔚珍郡 - 江原道（除元山市周邊地區）         |
| 咸鏡道 | 咸鏡北道 | - 羅先特別市 - 咸鏡北道 - 兩江道部份地區                               |
| 咸鏡道 | 咸鏡南道 | - 咸鏡南道 - 江原道元山市周邊地區 - 兩江道部份地區 - 慈江道狼林郡      |